# 陈孟昕
陈孟昕（1957年—），男，河北邢台人，中国画家，曾任湖北美术学院副院长，中国美术家协会理事。